# Museu d'Història de Cedarburg
El Museu d'Història de Cedarburg (anglès: Cedarburg History Museum) és un museu situat a la localitat estatunidenca de Cedarburg (Wisconsin). Es troba a la botiga històrica de Hilgen & Schroeder Mill, que també acull la Cambra de Comerç de Cedarburg i el Centre d'Informació de Cedarburg. El museu adquirí l'espai el 2015 i començà a programar esdeveniments sota els auspicis del Centre Cultural de Cedarburg el 2017. Des del 2019 funciona independentment del Centre Cultural de Cedarburg. Presenta col·leccions de fotografia local i exposicions temporals.
A principis del 2021, la col·lecció de l'antic Museu Chudnow d'Antany passà sota la custòdia del Museu de Cedarburg per ampliar la col·lecció d'artefactes locals d'aquest últim.